# Komando (film)
Komando (tytuł oryg. Commando) – amerykański film sensacyjny w reżyserii Marka L. Lestera z 1985 roku z Arnoldem Schwarzeneggerem w roli głównej. Należy do klasyki filmowej lat osiemdziesiątych, obok Rambo II (1985) jest rekordzistą pod względem natężenia przemocy i liczby zabitych w kadrze (ponad 80). Rekomendowany dla widzów powyżej piętnastego roku życia (w klasie telewizyjnej – powyżej lat szesnastu).

## Postacie i obsada
- Pułkownik John Matrix (Arnold Schwarzenegger) – były pułkownik amerykański. Walczył o obalenie Ariusa. Gdy jego córka zostaje porwana, rozprawia się z porywaczami i ratuje ją.
- Jenny Matrix (Alyssa Milano) – córka Johna Matriksa. Została porwana przez bandytów dyktatora, w celu zmuszenia jej ojca do udziału w zabójstwie demokratycznie wybranego prezydenta.
- Cindy (Rae Dawn Chong) – stewardesa, którą Matrix zmusza do współpracy. Początkowo próbuje się go pozbyć (myśląc, że Matrix jest szalony), w końcu jednak zostaje wierną pomocnicą żołnierza.
- Bennett (Vernon Wells) – psychopata na usługach Ariusa i dawny współpracownik Matriksa, a obecnie jego największy wróg. Pod koniec filmu on i Matrix toczą ze sobą walkę, w trakcie której Bennett zostaje przebity rurą.
- Arius (Dan Hedaya) – były dyktator Val Verde, którego niegdyś obalił John Matrix. Zorganizował porwanie córki Matriksa, pragnąc, by ten pomógł mu w odzyskaniu władzy. Gdy Matrix dostał się do siedziby Ariusa, wywiązała się między nimi strzelanina. W trakcie niej postrzelony kilka razy dyktator spadł z balkonu swojego domu.
- Generał Franklin Kirby (James Olson) – stary przyjaciel Matriksa. Obawiając się, że pułkownik podzieli los Lawsona i Forrestala, wysłał do niego obstawę złożoną z żołnierzy, zabitych natychmiast po jego odlocie przez ludzi Ariusa.
- Sully (David Patrick Kelly) – niski podwładny Ariusa. Bezskutecznie próbował poderwać Cindy na lotnisku. Po pościgu za Sullym i zatrzymaniu go, Matrix zrzucił go z brzegu przepaści i ukradł mu klucz do apartamentu w hotelu.
- Cooke (Bill Duke) – jeden z podwładnych Ariusa, uczestniczył w zabójstwach komandosów. W apartamencie Sully'ego stoczył zaciekłą walkę z Johnem Matriksem, podczas której zginął, upadając na ostry kawałek drewna.
- Henriques (Charles Meshack) – wysoki podwładny Ariusa. Przydzielono mu zadanie pilnowania Matriksa podczas lotu do Val Verde, jednak pułkownik skręcił Henriquesowi kark i uciekł z samolotu, zostawiając ciało Henriquesa w środku.
- Diaz (Gary Cervantes) – jeden z podwładnych Ariusa, uczestniczył w zabójstwach komandosów i w porwaniu córki Matrixa. Gdy Diaz wyjaśniał Matriksowi warunki szantażu, ten zabił go strzałem w głowę.

## Opis fabuły
Pułkownik w stanie spoczynku, John Matrix, chcąc zapomnieć o czasach czynnej służby, zaszywa się wraz z jedenastoletnią córką Jenny w małym domku w górach. Tymczasem byli komandosi z jego oddziału giną z rąk tajemniczych wrogów. Okazują się nimi najemnicy byłego dyktatora Val Verde, Ariusa, którzy później porywają Jenny i szantażują ojca, nakazując mu zabicie prezydenta obcego państwa, po śmierci którego stanowisko miałby objąć Arius. Matrix nie ufa porywaczom i wyskakuje z samolotu, którym wysłano go w celu przygotowania zamachu. Rozpoczyna poszukiwanie miejsca pobytu porywaczy i córki, mając na to jedynie 11 godzin (następnie bandyci dowiedzą się, że Matrix nie spełnił ich żądania). Wyśledziwszy kilkoro z nich, komandos dociera wreszcie do tajnej bazy wojskowej, w której przetrzymywana jest Jenny. Postanawia samodzielnie rozprawić się z porywaczami, sam atakuje całą bazę i zabija w niej wszystkich wrogów. Film kończy pojedynek walki wręcz z byłym podwładnym Matriksa, psychopatą Bennettem.

## Produkcja

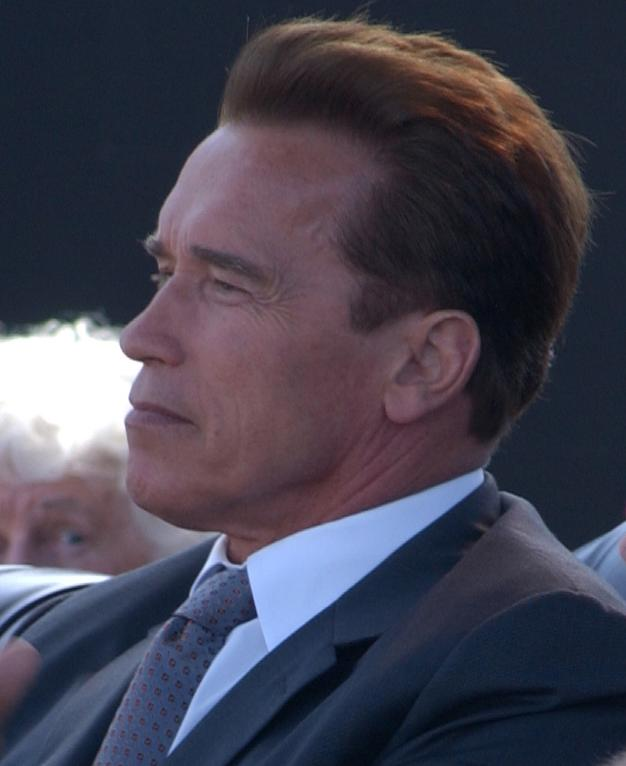
Arnold Schwarzenegger, odtwórca głównej roli.

Obraz inspirowany jest filmem Rambo II z tego samego roku, w którym wystąpił inny gwiazdor kina akcji – Sylvester Stallone. Zdjęcia do Komando ruszyły wiosną, 22 kwietnia 1985 roku w Kalifornii i trwały czterdzieści pięć dni. Za bezimienną wyspę, na którą Matrix leci, by uratować porwaną córkę, posłużyły wybrzeża Oceanu Spokojnego zlokalizowane w miejscowości CDP San Simeon. Posiadłość, w której rozgrywają się sceny strzelanin pod koniec filmu, to Hearst Castle.
Jeph Loeb, jeden z autorów materiałów do scenariusza, wyznał, że we wstępnych etapach preprodukcyjnych Gene Simmons, muzyk rockowy i aktor, był rozważany jako kandydat do roli tytułowej. Simmons nie przyjął oferty producentów. Inny szkic scenariusza zakładał obsadzenie Nicka Nolte jako starzejącego się komandosa, który z trudem wypełnia zlecone mu zadanie. Początkowo w proces produkcji filmu angażowany był Walter Hill.
Pierwotnie scenariusz filmu zawierał sceny tortur Johna Matriksa. W scenach tych bohater był przesłuchiwany przez azjatyckie wojsko podczas jednej ze swoich poprzednich misji. Sceny zostały nakręcone, jednak usunięto je z finalnej wersji filmu z powodu brutalności.
Planowano produkcję kolejnej części filmu, jednak pomysł odrzucono z powodu braku zainteresowania samego Schwarzeneggera.

## Broń używana w filmie przez pułkownika Johna Matriksa
- Valmet M78 – karabin maszynowy (czasami mylony z karabinem maszynowym RPK),
- Desert Eagle – pistolet,
- M202A1 FLASH – granatnik, miotacz ognia,
- Remington 870 – strzelba,
- M16A1 – karabin szturmowy,
- M60E3 – karabin maszynowy,
- M67 – granat obronny,
- IMI Uzi – pistolet maszynowy,
- Heckler & Koch G3 – karabin automatyczny,
- M18A1 Claymore – kierunkowa mina przeciwpiechotna,
- Bagnet,
- Broń biała (np. widły, maczeta, siekiera),
- Broń improwizowana (np. piła elektryczna, pręty stalowe, rury i inne).